# Bannach
Bannach es un municipio brasileño localizado en el interior del estado de Pará. Perteneciente a la Microrregión de Son Félix del Xingu y Mesorregión del Sudeste Paraense, su población, de acuerdo con estimaciones del IBGE/2010 es de 3.434 habitantes, divididos en un área de 2969 km². Su fundación se dio en 1997.